# Samostan Chaalis
Kraljev samostan Chaalis je nekdanji samostan, čigar ruševine stojijo v občini Fontaine-Chaalis v departmaju Oise, približno 40 kilometrov severovzhodno od Pariza.

## Zgodovina
Prva omemba kraja sega v 7. stoletje. Renaud de Mello je, po vrnitvi iz prve križarske vojne, tukaj ustanovil benediktinski samostan. Kralj Ludvik VI. ga je v spomin na svojega bratranca grofa Karla Flandrijskega († 1127) preoblikoval v cistercijanski samostan. Zato se je Chaalis - ali Chaâlis - imenoval Caroli Locus. Samostan je stal v mokrišču med reko Aunette in gozdom Ermenonville.
Kraljevi samostan Chaalis je bil ustanovljen leta 1136  in leta 1219 ga je posvetil škof Senlisa in guverner kralja Filipa II.. Samostan se je hitro razvil in na približno dvajsetih mestih vzpostavil kmetije in vinske kleti. Leta 1202 je bila zgrajena nova cerkev v gotskem slogu, ki je bila posvečena leta 1219. Ta opatijska cerkev je merila 82 metrov v dolžino in 40 metrov v širino in je bila do njenega uničenja ena največjih cistercijanskih cerkva v Franciji.
Kralj Ludvik IX. je redno prihajal v Chaalis, da bi delil življenje z menihi. Leta 1378 je kralj Karl V. - med samostansko krizo, ki je bila v Franciji zelo razširjena v drugi polovici 14. stoletja - na lastne stroške opravljal obnovitvena dela, vendar je bil samostan do sredine 16. stoletja  pripeljan do in commendam, kar je pomenilo konec samostojnosti samostana, a tudi zaradi pomanjkanja dohodka je začel propad.
V 18. stoletju ga je nasledil 9. commendam, Louis de Bourbon-Condé, grof Clermont Chaalis s svojimi skrajnimi finančnimi potrebami za uničenje. Kljub temu je arhitekt Jean Aubert, graditelj Grandes Écuries v Chantillyju in Hôtel Biron v Parizu, začel obnovo leta 1736 (stara samostanska stavba z dvema dodanima galerijama je bila porušena in zgrajena opatova palača). Pomanjkanje denarja pa je prekinilo delo in privedlo do zaprtja samostana po ukazu kralja Ludvika XVI. Menihi so se razdelili v druge samostane.
Leta 1793, v času francoske revolucije, so bile stavbe prodane. Prvi lastnik je ohranjal samo palačo, druge zgradbe pa kot kamnolom. Velik del samostana je bil tako porušen, ohranjena je bila le kapela opatov iz 13. stoletja. Do sredine 19. stoletja so samostanski objekti služili kot grad.
Nélie Jacquemart, francoska portretistka in zbiralka umetnin, vdova politika in bančnika Édouarda Andréja, je leta 1902 kupila samostan, da bi si zagotovila obsežno zbirko slik in pohištva. Pred smrtjo leta 1912 je samostan in njene zbirke zapustila Institut de France.
Samostan je imel v lasti Troussures v Sainte-Eusoyeju na Froissyju severno od Beauvaisa.
Med ruševinami je ohranjena kapela s pomembnimi freskami Primaticcia.

## Muzej
Nekdanji samostan je zdaj umetniški muzej Musée Jacquemart-André.  Podobno kot v istoimenskem muzeju v Parizu je tudi del nekdanje zbirke umetniških del Nélie Jacquemart-André. Ob njeni smrti leta 1912 jo je podarila Institutu de France in prosila, da se v Chaalisu ustvari muzej, kjer je preživela otroštvo.
Muzej prikazuje to zelo bogato zbirko, ki jo predstavljajo slike Giotta, Cima da Conegliano, Luca Signorellija, Francesca Francie, Lorenza di Credi, Joosa van Clevea, Tintoretta, Palme mlajše, Jan Davidsz de Heem, Philippe de Champaigne, Charles Le Brun, Nicolas de Largillière, François Desportes, François Boucher, Rosalba Carriera, Giovanni Paolo Pannini in Jean-Baptiste Greuze; kipi Baccio Bandinelli, François Girardon, Jean-Antoine Houdon, Augustin Pajou, Jean-Baptiste Lemoyne in Edme-François-Étienne Gois; pohištvo in dekorativno umetnost in zbirko indijskih predmetov
- Opatova kapela
- Freske Francesca Primaticcioja
- Obokana cerkvena ladja – freske Primaticcio
- Ruševine samostanske cerkve